# Meynes
Meynes este o comună în departamentul Gard din sudul Franței. În 2009 avea o populație de 2.328 de locuitori.

## Evoluția populației
| An        | 1975  | 1982  | 1990  | 1999  | 2006  | 2009  |
| --------- | ----- | ----- | ----- | ----- | ----- | ----- |
| Populație | 1.210 | 1.329 | 1.807 | 2.084 | 2.079 | 2.328 |